# Resurrección María de Azkue
Resurrección de Jesús María de las Nieves de Azcue y Aberásturi (Lequeitio, 5 de agosto de 1864-Bilbao, 9 de noviembre de 1951) fue un sacerdote católico, músico, filólogo y escritor español, presidente de la Real Academia de la Lengua Vasca desde su fundación en 1919 hasta su fallecimiento. Considerado uno de los mejores conocedores de la lengua vasca, fue nombrado académico de la Real Academia Española en 1928 en representación de esta lengua. Fue una de las figuras clave en su documentación y recuperación a final del siglo XIX y el inicio del XX.

## Biografía
Resurrección María de Azcue era hijo de madre mundaquesa y padre lequeitiarra, el poeta Eusebio María de Azcue y Barrundia. El joven Resurrección realizó sus primeros estudios marítimos en su pueblo. A la edad de catorce años se trasladó a Bilbao para estudiar el bachillerato, después de lo cual fue a Vitoria, donde ingresó en el seminario. Finalizó sus estudios en la Universidad de Salamanca donde estudió teología y filosofía. En 1888 se consagró como sacerdote.
Ese mismo año, ganó la oposición a la cátedra de euskera, que la Diputación Foral de Vizcaya había promovido en el Instituto de Bilbao. Entre sus contendientes en la oposición se encontraban Sabino Arana, fundador del nacionalismo vasco y el escritor y pensador Miguel de Unamuno, que se presentaron también a aquel puesto. Azcue se estableció en Bilbao, desde donde desarrolló todos sus futuros proyectos. Inició varias publicaciones relacionadas con su cátedra. Así, en 1891, publicó el Euskal Izkindea-Gramática Euskara. Escrito bajo la influencia del apologista Pablo Pedro Astarloa, esta gramática pretendía reconstruir las supuestas formas originales de los verbos del idioma vasco, libres de contaminación externa y basados en leyes lógicas. Azcue renegó años más tarde de este trabajo, al que calificó como "un pecado de la juventud", pero fue un libro muy influyente en una generación de estudiosos del euskera. En los años siguientes, creó material de lectura, proyectos de ortografía y métodos de aprendizaje del euskera que utilizó en su cátedra. También promovió otras iniciativas para modernizar el euskera, como las revistas Euskalzale e Ibaizabal o la creación de una escuela en lengua vasca en Bilbao (denominada Ikastetxea), primera precursora de las ikastolas. En relación con estos intereses pedagógicos se inscribe la composición pionera de varias zarzuelas bilingües en euskera y castellano en la década de 1890.
En algunos artículos de prensa pareció mostrar preocupación porque la toponimia de la ciudad de Bilbao se estaba castellanizando cada vez más. Por ello otra de las labores de Azcue fue la de idear nombres en euskera para los nuevos barrios y casas que se iban construyendo en la ciudad. Así fueron ideas suyas nombres como los de los palacios de Ibaigane y Lertegui construidos por su amigo Ramón de la Sota. En el municipio de Guecho, el barrio de Neguri, cuyo nombre significa ciudad de invierno, y donde construyeron sus residencias las familias más adineradas de la oligarquía de Bilbao, también debe su nombre a Azcue; así como otras áreas de este municipio como Jolaseta u Ondategi.
En 1904, Azcue dejó Bilbao y pasó cinco años por Europa, primero recabando material para su diccionario trilingüe en Tours (Francia) y luego estudiando música en Bruselas (Bélgica) y Colonia (Alemania). Fue nombrado miembro de la Academia de Lingüística de París.
En 1909 regresó a Bilbao y además de seguir dando clases en su cátedra, se dedicó a componer y representar varias óperas (Ortzuri, estrenada en 1911 y Urlo , en 1914). Eran obras complejas que seguían el modelo de las obras de Richard Wagner, con una escenografía trabajada y orientadas a un público formado. Sin embargo, el fracaso de su segunda obra, le impulsó a dejar la ópera y retomar los trabajos de filología y especialmente impulsar la creación de una academia de la lengua vasca. Así, en 1918, cuando se convocó el primer congreso de la Sociedad de Estudios Vascos-Eusko Ikaskuntza, se reveló la necesidad de crear esta academia, y Azcue fue el principal fundador de la Academia de la Lengua Vasca (Euskaltzaindia) y su primer presidente en 1919.

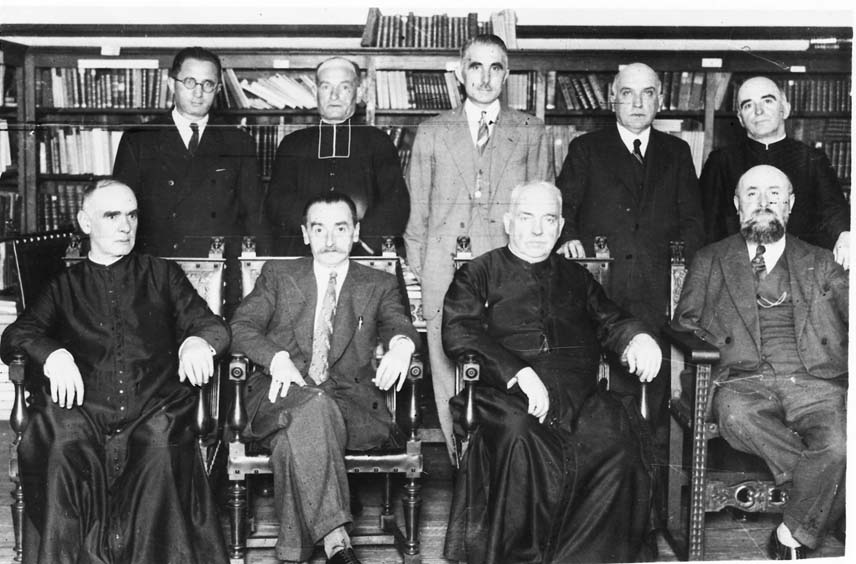
Académicos y algunos escritores en una reunión ordinaria de Euskaltzaindia en 1927. De izquierda a derecha en pie: Orixe, Jean Elizalde, Seber Altube, Julio Urquijo y Erramun Olabide. Sentados: Juan Bautista Eguzkitza, Bonifazio Etxegarai, Resurrección Maria Azcue y Georges Lakonbe.

En 1920 se retiró de su labor en la cátedra del Instituto de Bilbao para centrarse en la dirección de Euskaltzaindia. Promovió iniciativas para regular y promover el euskera desde la academia, pero estas no prosperaron por dos motivos; por un lado las instituciones oficiales se desentendieron de las iniciativas de Euskaltzaindia y por otro lado sufrió también la oposición de los nacionalistas más sabinianos a sus iniciativas. Por todo ello, Azcue acabó dirigiendo sus esfuerzos a la investigación y en esos años publica su gran trabajo de gramática de la lengua vasca, Morfología Vasca (1923). También publica el monumental Cancionero Popular Vasco (1918-1921), en el que recopila más de 1000 canciones populares vascas. En 1927 es nombrado miembro de la Real Academia Española en representación de la lengua vasca.
Durante muchos años, hubo dos tendencias principales entre los escritores y vascófilos del País Vasco español. Los escritores nacionalistas siguieron casi sin excepción el modelo de lenguaje que había propugnado Sabino Arana, con su modelo ortográfico, una versión purista del idioma que sustituía préstamos romances por neologismos y una salvaguarda de los dialectos vascos, especialmente del vizcaíno. Los seguidores de Azcue, por otro lado, propugnaban otro modelo ortográfico, no eran tan puristas en el aspecto léxico y propugnaban la creación de un dialecto literario unificado. Azcue propuso un dialecto literario basado en el guipuzcoano con aportaciones de otros dialectos, al que llamó gipuzkera osatua (guipuzcoano completado), que tuvo mucho éxito y fue utilizado por numerosos escritores. Con el paso de los años muchos escritores nacionalistas, como el académico Seber Altube, fueron modulando sus posiciones hacia las de Azcue.
Esta batalla lingüística que le enfrentó a los nacionalistas vascos, hizo que muchos calificaran políticamente a Azcue como un carlista, pero lo cierto es que ideológicamente Azcue estuvo más cercano de los postulados del nacionalismo vasco que a los del carlismo. Nunca fue hombre de partidos y siempre trató de evitar verse identificado políticamente. Su única militancia se produjo en 1916 cuando se hizo socio protector del sindicato nacionalista vasco Solidaridad de los Obreros Vascos. El nacionalismo de Azcue fue siempre más cultural que racial, diferenciándose en ese sentido de los más aranistas del PNV y mantuvo opiniones discrepantes en muchos temas con los nacionalistas, especialmente en aquellos relacionados con el euskera.
En 1935 Azcue comenzó a publicar Euskalerriaren Yakintza, una colección de folklore vasco.
Azcue, quien ya era una persona bastante mayor y que a lo largo de su vida había mantenido bastante discreción política, no tuvo excesivos problemas con las autoridades franquistas una vez acabada la Guerra Civil. Euskaltzaindia tuvo que detener su actividad por unos años, sospechosa de separatismo, pero pudo retomarla en 1941, tras obtener permiso de las autoridades franquistas. Fueron años de poca y discreta actividad, pero Azcue siguió acudiendo a la sede de Bilbao diariamente a trabajar hasta 1951. En esos años fue ayudado por un joven Federico Krutwig. 
En 1951 Azcue sufrió un accidente al caer a la ría de Bilbao y murió al cabo de unos pocos días.

## Obra
Dedicó largos años de su vida al estudio del euskera y aún hoy en día es imprescindible hacer referencia a sus trabajos de recolección e investigación, pues estos no han perdido ni valor ni actualidad alguna. Sus obras más conocidas en el ámbito lexicográfico, gramatical y de literatura popular son las siguientes:
- Euskal Izkindea. Gramática Euskara (1891). El propio Azcue consideró esta obra como un "pecado de juventud", ya que mediante esta gramática quiso plasmar unas descabelladas teorías sobre la lengua vasca, aplicando unas supuestas leyes "lógicas". Aunque Azcue abandonó esa vía muy pronto, el Euskal Izkindea fundó una escuela de estudiosos del euskera que se empeñaba en corregir la lengua real hablada por los vascos.
- Euskara-gaztelania-frantsesa hiztegia. Diccionario Vasco-Español-Francés (1905).
- Euskal Morfologia. Morfología Vasca (1923), estudio acerca de los sufijos vascos.
- Euskalerriaren Yakintza (El Saber de Euskal Herria) (1935-1947), trabajo de recolección de la sabiduría popular.
- Bein da betiko. Una vez y para siempre (1893).
- Ardi galdua. La oveja perdida/descarriada (1919).

En el terreno musical publicó una importante obra:
- Cancionero Popular Vasco. Recopilación de músicas y canciones (1918-1921). Se trata de una selección de 1001 piezas de las cerca de 2000 que contenía el trabajo ganador en 1915 de un concurso convocado por las Diputaciones forales de Guipúzcoa, Vizcaya, Álava y Navarra.

## Crítica
Su renombre como filólogo y estudioso de los mitos y romances en euskera han hecho que su labor novelística haya quedado en un segundo plano. Como académico fue precursor de un modelo de euskera unificado para el uso escrito, llamado gipuzkera osatua (guipuzcoano completado), proponiendo tomar como base ciertos aspectos del verbo y la morfología del euskera guipuzcoano, enriquecido por la aportación de los demás dialectos. El ejemplo práctico de esta propuesta la concretó por primera vez en la novela Ardi Galdua (La oveja descarriada). El guipuzcoano completado de Azcue tuvo gran aceptación entre los escritores en euskera, y siguió tomándose como referencia hasta que se consensuó el euskera batua en la década de 1960.
La primera novela es una obra costumbrista y satírica. Su argumento es el siguiente: los esposos Maripa y Txanton regentan un establecimiento de chacolí (txakolindegi). Katalin (amiga de Maripa) está enamorada de un arriero, pero el padre de éste no ve con buenos ojos el casamiento. A través de la novela se narran las argucias y engaños que sufre el padre por parte de los distintos personajes y con fines distintos: conseguir su beneplácito, etc.